# Timothy Kopra
Timothy Lennart Kopra (Austin, 9 aprile 1963) è un ex astronauta e colonnello dell'esercito statunitense.

## Biografia

### Carriera militare
Nel 1985 ha ricevuto il grado di secondo tenente dall'Accademia Militare Statunitense ed è stato assegnato come aviatore dell'esercito statunitense l'anno successivo. Ha successivamente completato un assegnamento di tre anni alla Fort Campbell, a Kentucky, dove ha svolto il ruolo di capo plotone aeroscout. Nel 1990 è stato assegnato alla 3ª Divisione Corazzata a Hanau, in Germania, dove ha prestato supporto alle Operazioni Scudo nel Deserto e Tempesta nel Deserto. 
Si è ritirato dall'Esercito degli Stati Uniti d'America a Novembre 2010 con il grado di colonnello.

### Carriera NASA
Kopra ha iniziato a lavorare per la NASA nel 1998, per il Centro Spaziale Johnson a Houston, in Texas come ingegnere. Dopo esser stato selezione nel 2000 come candidato astronauta del Gruppo 18 della NASA, ha iniziato i due anni di addestramento base sullo Space Shuttle e la Stazione spaziale internazionale (ISS). Negli anni successivi ha continuato ad addestrarsi nei vari Paesi del mondo che cooperano per il mantenimento dalla Stazione, come Russia, Canada, Giappone e Europa, venendo anche assegnato come membro di riserva delle Expedition 16 e 17.
A settembre del 2006 ha fatto parte dell'equipaggio della missione NEEMO 11, vivendo e lavorando sott'acqua per sette giorni nell'Aquarius con i colleghi Sandra Magnus, Robert Behnken e Timothy Creamer.
Nel 2009, è partito verso la Stazione per Expedition 20 trascorrendo due mesi a bordo della Stazione, dopo esser stato lanciato con lo Space Shuttle Endeavour per la missione STS-127. Dopo esser tornato sulla Terra, era stato assegnato alla missione STS-133 ma è stato sostituito da Stephen Bowen a causa di un infortunio all'anca.
Kopra è stato assegnato come ingegnere di volo dell'Expedition 46 e comandante dell'Expedition 47 ed è partito a bordo della Sojuz TMA-19M il 15 Dicembre 2015.
Il 18 Giugno 2016 Kopra dopo 185 giorni 22 ore e 12 minuti è avvenuto il rientro sulla Terra a bordo della capsula Sojuz TMA-19M. L'astronauta è atterrato nella steppa del Kazakistan a circa 500 km a sud ovest dalla città di Karaganda alle 9:15 GMT.

## Vita privata
Kopra è nato a Austin, in Texas, il 9 aprile 1963. È sposato con Dawn Kaye Lehman e hanno due figli, Matthew e Jacqueline. Sua madre, Martha Kopra, vive anch'essa ad Austin, mentre suo padre, Lennart Kopra, è morto l'8 dicembre del 1998. Kopra ha discendenza finlandese da parte del padre.